# Pangguang (köpinghuvudort i Kina, Shaanxi, lat 34,03, long 108,66)
Pangguang (kinesiska: 庞光, 庞光镇) är en köpinghuvudort i Kina. Den ligger i provinsen Shaanxi, i den nordvästra delen av landet, omkring 34 kilometer sydväst om provinshuvudstaden Xi'an. Antalet invånare är 26 922. Befolkningen består av 12 886 kvinnor och 14 036 män. Barn under 15 år utgör 12,0 %, vuxna 15-64 år 76 %, och äldre över 65 år 10,0 %.
Runt Pangguang är det tätbefolkat, med 530 invånare per kvadratkilometer. Närmaste större samhälle är Yuxia, 4,7 km nordväst om Pangguang. I omgivningarna runt Pangguang växer i huvudsak blandskog.
Genomsnittlig årsnederbörd är 907 millimeter. Den regnigaste månaden är juli, med i genomsnitt 186 mm nederbörd, och den torraste är december, med 3 mm nederbörd.